# 小郡改良
小郡改良（おごおりかいりょう）は、山口県山口市小郡柳井田（中領交差点）から小郡三軒屋（交通センター前交差点）における国道9号の改良事業。2011年（平成23年）9月29日に全区間が4車線で開通した。これにより混雑の緩和、沿道環境の改善、連絡時間の短縮などが期待されている。 
なお、全線4車線化に先立って、2011年（平成23年）7月31日に、この道路とその前後の国道2号（小郡道路）・国道9号の機能を補完する形で山口宇部道路の嘉川IC - 朝田ICが無料の自動車専用道路として開通しており、長谷ICは山口県道214号新山口停車場長谷線を介して当道路と接続している。

## 概要
元々の国道9号は旧小郡町の中心部を通過しており、新山口駅前（旧：小郡駅前）交差点で交通量が1日2万台を超えるなど、2車線の道路に対して交通量が多かった。また歩道も狭く（特に南本町交差点周辺では歩道がない）、交通安全上問題であった。このため計画されたのが小郡改良である。
起点から小郡矢足（矢足交差点）までは、旧道の西側を通る栄山通りを4車線に拡幅し、残りの区間は4車線のバイパスを建設した。このため全区間が旧道に対するバイパスとなっており、山手バイパス（やまてバイパス）と呼ばれることもある。旧道は現在の山口市道（旧小郡町道）柳井田津市線と、山口県道335号江崎陶線・山口県道230号伊佐吉部山口線の各一部。
2001年（平成13年）7月にバイパス区間が全線開通した際に国道9号が現在のルートに改められたが、栄山通り区間が未改良のまま国道に指定されたことで交通量が増加し、旧道との交点となった長谷交差点ではピーク時で500m以上の渋滞が発生、通過時間が6分以上となっていた。また同区間は幅員1.5mの歩道が片側のみ設置されている状況で、安心して通行できる環境になかった。このため全線4車線化、両側に幅員3.0mの歩道整備と長谷交差点立体化工事が行われ、2011年（平成23年）9月29日に完成した。これにより山口市内の国道9号は山口バイパス起点付近の山口市宮野上から小郡道路（国道2号と重複）終点の山口市今坂まで約25kmが完全に4車線となった。
全線4車線化後も引き続き、歩道整備と電線類地中化による電柱の廃止工事が続けられた。新たに設けられた柳井田地下道と山手地下道には小郡小学校児童によるネームプレートが、小郡高架橋には小郡南小学校児童が書いたネームプレートが、それぞれ掲げられた。2012年度（平成24年度）中に小郡改良のすべての工事が完了した。

## 路線データ
- 起点：山口県山口市小郡柳井田（中領交差点）
- 終点：山口県山口市小郡三軒屋（交通センター前交差点：国道2号[注 1]小郡道路小郡IC、山口県道212号山口阿知須宇部線交点）
- 延長：3.3km
- 道路規格：第3種第1級
- 設計速度：80km/h
- 幅員：28.0m（小郡高架橋部は本線17.875m、ランプ8.5m[広報 4]）
- 車線数：4車線

## 歴史
- 1969年（昭和44年）5月20日 - 都市計画決定。
- 1973年度（昭和48年度） - 事業化。
- 1977年度（昭和52年度） - 用地買収に着手。
- 1981年（昭和56年）1月30日 - 都市計画変更。
- 1983年度（昭和58年度） - 工事開始。
- 1984年（昭和59年）3月 - 山口市小郡若草町（前田町交差点） - 小郡三軒屋（交通センター前交差点）0.3kmが4車線で開通。
- 1990年（平成2年）3月 - 山口市小郡長谷（長谷交差点） - 小郡若草町（前田町交差点）0.7km（小郡高架橋の一部）が暫定2車線で開通。
- 2001年（平成13年）7月 - 山口市小郡矢足（矢足交差点） - 小郡長谷（長谷交差点）0.7kmが暫定2車線で開通。これによりバイパス区間は全線開通し、山口市小郡柳井田（中領交差点） - 小郡矢足の栄山通りが国道9号に指定された（旧道は小郡町道〈現：山口市道〉柳井田津市線・山口県道335号江崎陶線・山口県道230号伊佐吉部山口線に降格）。
- 2011年（平成23年）9月6日 - 小郡高架橋が暫定2車線で全通し、長谷交差点が立体交差化[広報 5]。
- 2011年（平成23年）9月29日 - 山口市小郡柳井田（中領交差点） - 小郡若草町（前田町交差点）3.0kmが、小郡高架橋部分も含めて4車線化。これにより全区間が4車線で開通した。

## 長谷交差点について
小郡改良のバイパス区間建設に伴い新たにバイパスと旧道（現在の山口県道335号江崎陶線）の交差点となる長谷交差点は当初から立体交差の計画であり、1990年代前半には立体交差のための橋脚が一部完成していた。しかし阪神・淡路大震災による耐震基準の見直しの影響で一旦立体交差化は見送りとなり、2001年（平成13年）の段階では橋脚を使用せず同区間は平面交差で暫定供用された。未使用のままの橋脚が長期間放置されたことでマスメディアにも取り上げられ、当時の町民・市民から「税金の無駄遣い」などの非難を受けた。また、暫定供用後の長谷交差点ではピーク時で500m以上の渋滞が発生していた。その後2000年代後半に橋脚の工事が再開され、2011年に立体交差化された。

## 沿線事業者による中央分離帯開口要望
栄山通りの区間は沿線にザ・ビッグ小郡店などのロードサイド店舗が立ち並ぶ商業地域である。このため4車線化の際に中央分離帯が建設されると商売に影響するとして沿線事業者から中央分離帯の開口要望が出されており、他の4車線道路でも開口の事例があると主張していた。これに対し国土交通省山口河川国道事務所調査設計課は「1969年（昭和44年）に都市計画決定された道路で、将来的に4車線化されることは分かっていたはず。途中に開口部を設けるのは交通安全の面からも難しい」「4車線の分離帯設置は道路構造令で決められている。交差点と交差点の間が短いところは右折レーンが取れないので開口部を設けるのは難しい。交通安全と商売をてんびんにかけるつもりはないので、正式要望が出されれば山口市の考えなども聞きながら対応を協議したい」とコメントした。
結局は中央分離帯の開口部分は設けられずに道路が完成した。

## 重複区間
- 山口県道212号山口阿知須宇部線：山口県山口市小郡若草町（前田町交差点） - 小郡三軒屋（交通センター前交差点）（終点）

## 交差する道路
- 上側が起点側、下側が終点側。左側が上り側、右側が下り側。

| 交差する道路                | 交差する道路                                      | 交差点         | 京都から (km) |
| --------------------------- | ------------------------------------------------- | -------------- | ------------- |
| 国道9号 益田・津和野方面    |                                                   |                |               |
|                             | 市道（ふれあい通り） 市道柳井田津市線（中央通り） | 中領           | 589.1         |
|                             |                                                   | 矢足           | 590.8         |
| 県道214号新山口停車場長谷線 | 県道214号新山口停車場長谷線                       | 粟島神社前     | 591.0         |
| 県道335号江崎陶線           | 県道335号江崎陶線                                 | 長谷           | 591.5         |
|                             | 県道212号山口阿知須宇部線                         | 前田町         | 592.2         |
| 国道2号（小郡道路 小郡IC）  | 国道2号（小郡道路 小郡IC）                        | 交通センター前 | 592.4         |
| 県道212号山口阿知須宇部線   |                                                   |                |               |